# August von Froriep

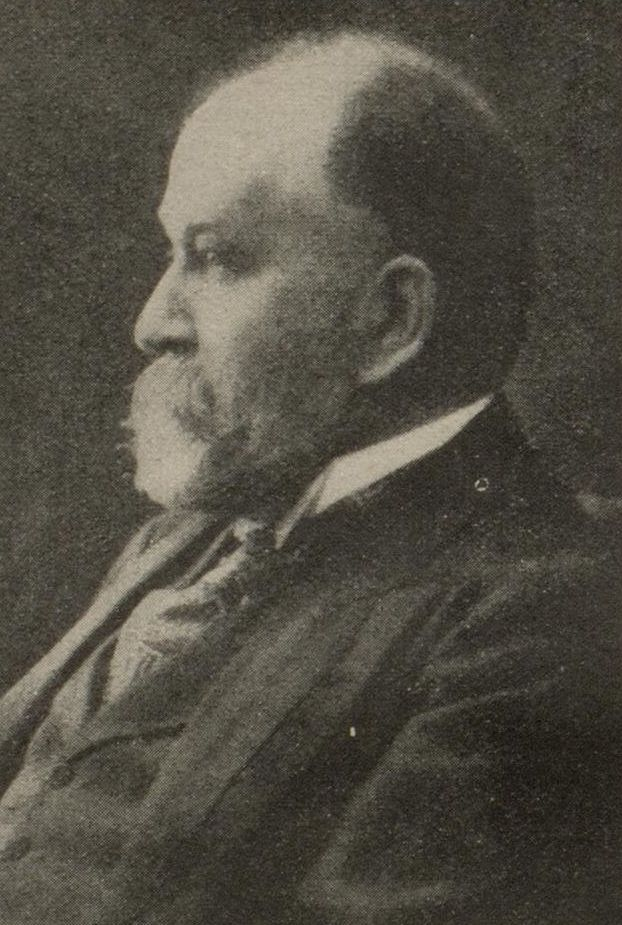
August von Froriep

August von Froriep (* 10. September 1849 in Weimar; † 11. Oktober 1917 in Tübingen) war ein deutscher Anatom. 

## Leben
August Froriep kam aus einer Medizinerfamilie – er war ein Sohn des Anatomen Robert Friedrich Froriep (1804–1861) und ein Enkel des Chirurgen und Verlegers Ludwig Friedrich von Froriep (1779–1847).
Froriep studierte Medizin in Göttingen, Tübingen und Leipzig. 1869/70 war er Konkneipant beim Corps Saxonia Göttingen. Da er einmal auf die Sachsenfarben gefochten hatte, erhielt er nach seinem Weggang von Göttingen die Corpsschleife.
Nach dem Staatsexamen arbeitete er als Assistent von Christian Wilhelm Braune (1831–1892) in Leipzig. Später war er als Prosektor in Tübingen tätig, wo er schließlich eine Professur für Anatomie erhielt. Er beschäftigte sich vor allem mit der Morphologie und Entwicklung des Kopfes und der Wirbelsäule. Im Jahr 1885 wurde er zum Mitglied der Leopoldina gewählt. 1906 wurde er zum korrespondierenden Mitglied der Bayerischen und 1911 der Göttinger Akademie der Wissenschaften gewählt. Kurz vor seinem Tod wurde er als korrespondierendes Mitglied in die Preußische Akademie der Wissenschaften aufgenommen.
1911 behauptete Froriep in einer viel beachteten Publikation (Der Schädel Friedrich von Schillers und des Dichters Begräbnisstätte), den echten Schädel Friedrich Schillers gefunden zu haben. Damit meinte er den jahrzehntelangen Streit um die Echtheit des Schädels, der bis dahin für Schillers gehalten wurde, zu beenden. Neuere Untersuchungen konnten jedoch zeigen, dass es sich bei dem von ihm gefundenen Schädel um den Schädel Luise von Göchhausens, einer Hofdame Anna Amalias, handelt. Der echte Schädel Friedrich Schillers wurde indes nie gefunden.

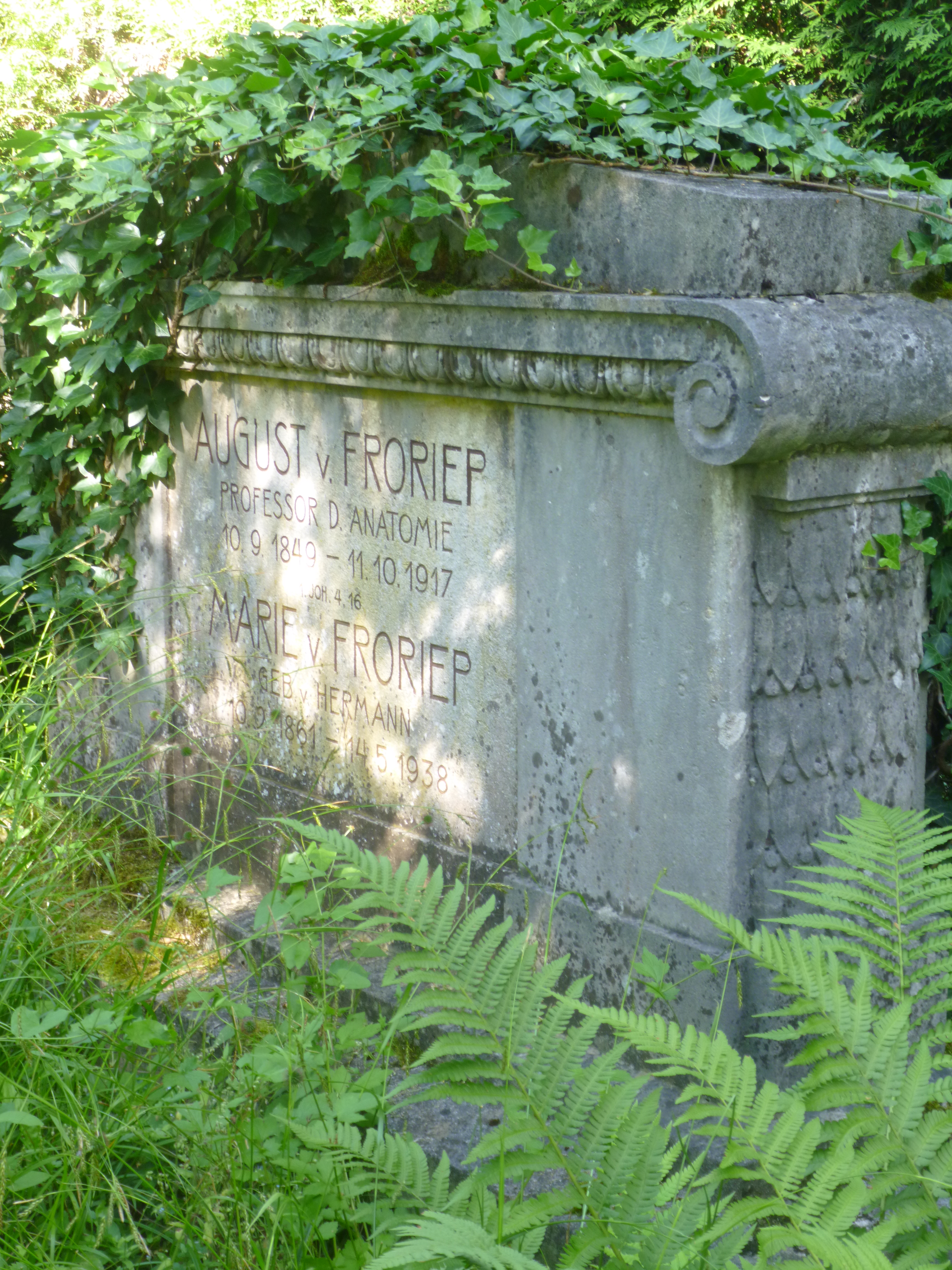
Grab auf dem Stadtfriedhof Tübingen

## Schriften (Auswahl)
- Anatomie für Künstler. Kurzgefasste Anatomie, Mechanik und Proportionslehre des menschlichen Körpers. Breitkopf & Härtel, Leipzig 1880. (Digitalisat)
- Anatomie für Künstler. Kurzgefasstes Lehrbuch der Anatomie, Mechanik, Mimik und Proportionslehre des menschlichen Körpers. Barth, Leipzig 1913 (archive.org).
- Der Schädel Friedrich von Schillers und des Dichters Begräbnisstätte. Barth, Leipzig 1913.
- Schädel, Totenmaske und lebendes Antlitz des Hoffräuleins Luise von Göchhausen. Barth, Leipzig 1917. (Digitalisat)